# Maxine Bahns
Maxine Lee Bahns (* 28. Februar 1971 in Stowe, Vermont) ist eine US-amerikanische Schauspielerin.

## Leben
Bahns wurde als Tochter eines deutschstämmigen Vaters und einer chinesisch-brasilianischen Mutter geboren. Im Alter von 16 Jahren verließ sie ihr Elternhaus und reiste viel in der Welt, unter anderem nach Paris, Rom und Barcelona. Später studierte sie an der New York University Literaturwissenschaft, dann lernte sie Schauspiel an den Three Arts Studios.
Sie debütierte als Schauspielerin neben Edward Burns und Mike McGlone im preisgekrönten Independentfilm Kleine Sünden unter Brüdern (1995). In der Komödie She’s the One (1996) spielte sie die Studentin Hope, die Mickey Fitzpatrick (Edward Burns) heiratet. Im Thriller Dangerous Curves (2000) spielte sie eine der Hauptrollen, im Actionfilm Codename – Elite (2001) spielte sie eine der Hauptrollen neben Jürgen Prochnow.
Bahns heiratete im Jahr 2003 Peter Crone, von dem sie sich inzwischen trennte. Sie lebt in Los Angeles. Zwischenzeitlich ist sie mit Patrick Watson verheiratet. Am 9. März 2009 gebar sie in Santa Monica ihre Tochter Madison Rose.

## Filmografie (Auswahl)
- 1995: Kleine Sünden unter Brüdern (The Brothers McMullen)
- 1996: She’s the One
- 1997: Perversions of Science (Fernsehserie, Episode 1x10 People's Choice)
- 2000: Dangerous Curves
- 2000: Vice
- 2000: Cutaway – Jede Sekunde zählt! (Cutaway)
- 2001: Codename – Elite (The Elite)
- 2005: Scarred
- 2007: Steam
- 2008: Conjurer – Manche Sünden werden nicht vergessen (Conjurer)
- 2009: The Lost Tribe
- 2009: Charlie Valentine – Gangster, Gunfighter, Gentleman (Charlie Valentine)
- 2010: What Would Jesus Do?
- 2011: Rizzoli & Isles (Fernsehserie, Episode 1x05 Money for Nothing)
- 2011: Naked Run
- 2012: Charlies Welt – Wirklich nichts ist wirklich (A Glimpse Inside the Mind of Charles Swan III)
- 2017: Web Cam Girls (Fernsehfilm)
- 2019: When Vows Break (Fernsehfilm)
- 2019: Too Old to Die Young (Fernsehserie, Episode 1x03 The Hermit)
- 2019: Grey’s Anatomy (Fernsehserie, Episode 16x06 Whistlin' Past the Graveyard)
- 2021: Agent Revelation